# KAKUTA
KAKUTA（かくた）は日本の劇団。1996年、金井博美、桑原裕子および田村友佳により旗揚げ。劇団名はこの3名の頭文字からつけられた。2001年金井の退団以降は桑原が脚本を担当する。花やしきやプラネタリウムなど劇場以外でも上演を行っている。

## 在籍メンバー
- 桑原裕子（主宰／劇作家・演出家）
- 成清正紀
- 若狭勝也
- 野澤爽子
- 高山奈央子
- 四浦麻希
- 異儀田夏葉
- 多田香織
- 谷恭輔
- 酒井晴江
- 森崎健康
- 細村雄志
- 高橋乱
- 矢田未来
- 高野由紀子
- 松田昌樹（以下活動休止中）
- 横山真二
- 大枝佳織
- 馬場恒行
- 佐賀野雅和

## 主な公演
- 『陽だまりのネコ』(1997年)
- 『とまと』（1998年、2001年）
- 『空のうえ』(1999年）
- 『猫とバイオリン』(1999年）
- 『他所へ』(1999年）
- 『ショート・ハウス』（2000年）
- 『東京鉄火青年』(2002年）
- 『北極星から十七つ先』(2002年、2005年）
- 『くちびるに歌を待て』（2003年）
- 『青春＜アオハル＞ポーズ』（2003年

| 公演名 | 公演日                                          | 会場                                                                                            |
| --- | ----------------------------------------------- | ----------------------------------------------------------------------------------------------- |
| 『ムーンライトコースター』                                                                                  | 2004年5月27日~30日                              | 東京・ゆうえんち 浅草花やしき                                                                   |
| 『Root Beers』                                                                                              | 2004年、2008年                                  |                                                                                                 |
| 『北極星から十七つ先』                                                                                      | 2005年9月15日~19日                              | 東京・シアタートラム                                                                            |
| 『南国プールの熱い砂』                                                                                      | 2005年                                          |                                                                                                 |
| 『無敵』 | 2005年                                          |                                                                                                 |
| 『ムーンライトコースター』                                                                                  | 2006年5月31日~6月4日                            | 東京・ゆうえんち 浅草花やしき                                                                   |
| 朗読の夜#3『満天の夜』同時上演アンコール『ねこはしる』                                                      | 2006年2月23日~26日                              | 東京・東急まちだスターホール                                                                    |
| KAKUTAと川上弘美+Friends『神様の夜』                                                                        | 2007年6月23日~7月1日                            | 東京・恵比寿ギャラリーSite                                                                      |
| 『甘い丘』                                                                                                  | 2007年1月19日~28日                              | 東京・シアタートラム                                                                            |
| 青山演劇LABO#001『STAR MAN』                                                                                | 2008年9月27日~10月5日                           | 東京・青山円形劇場                                                                              |
| KAKUTA漢祭り2008inUSA『Root Beers』                                                                         | 2008年6月18日~25日                              | 東京・シアタートラム                                                                            |
| 『目を見て嘘をつけ』                                                                                        | 2008年1月10日~16日                              | 東京・シアタートラム                                                                            |
| 『二作品同時上演 KAKUTA蔵出し公演 桑原裕子処女作品「とまと2001」改め『さとがえり』 朗読の夜#5『帰れない夜』 | 2009年4月4日~12日                               | 東京・ザ・スズナリ                                                                              |
| 『めぐるめく』                                                                                              | 2010年5月21日~30日                              | 東京・シアタートラム                                                                            |
| 『甘い丘』再演                                                                                              | 2009年10月30日~11月8日                          | 東京・シアタートラム                                                                            |
| NHKシアターコレクション2010『目を見て嘘をつけ』                                                             | 2010年2月27日~28日                              | 東京・NHKみんなの広場 ふれあいホール                                                            |
| 『ひとよ』                                                                                                  | 2011年10月21日~30日 11月12日~13日               | 東京・シアタートラム 福岡・北九州芸術劇場                                                       |
| 朗読の夜#『グラデーションの夜』                                                                             | 2011年4月13日~5月1日                            | 東京・アトリエヘリコプター                                                                      |
| 『Turning Point【分岐点】』                                                                                 | 2012年2月23日~3月4日                            | 東京・ザ・スズナリ                                                                              |
| 『秘を以て成立とす』                                                                                        | 2013年3月1日~10日                               | 東京・シアタートラム                                                                            |
| 二作品同時上演 青春偶像劇『ショッキングなほど煮えたぎれ美しく』 朗読公演『アイロニーの夜』                  | 2013年12月2日~15日                              | 東京・すみだパークスタジオ倉                                                                    |
| 『痕跡』 | 2014年8月10日~17日 8月20日~21日                 | 東京・青山円形劇場 福岡・北九州芸術劇場                                                         |
| 『ひとよ』再演                                                                                              | 2015年5月21日~27日                              | 東京・ザ・スズナリ 横浜・KAAT神奈川芸術劇場                                                     |
| 『痕跡』再演                                                                                                | 2015年12月5日~14日                              | 東京・シアタートラム                                                                            |
| 20周年記念公演第2弾「朗読の夜」#8『アンコールの夜』                                                         | 2016年5月7日~22日                               | 東京・すみだパークスタジオ倉                                                                    |
| 20周年記念公演第3弾『愚図』                                                                                 | 2016年11月10日~20日 12月13日~14日 12月17日~18日 | 東京・あうるすぽっと 豊橋・KAKUTA穂の国とよはし芸術劇場PLAT アートスペース 福岡・北九州芸術劇場 |
| 『らぶゆ』                                                                                                  | 2019年6月2日~9日                                | 東京・本多劇場                                                                                  |